# Sertularella inconstans
Sertularella inconstans är en nässeldjursart som beskrevs av Chantal Billard 1919. Sertularella inconstans ingår i släktet Sertularella och familjen Sertulariidae. Inga underarter finns listade i Catalogue of Life.